# Ракетни крайцери тип „Калифорния“
Калифорния (на английски: California) са серия атомни ракетни крайцери на ВМС на САЩ. Всичко от проекта са построени 2 единици: „Калифорния“ (на английски: USS California (CGN-36)) и „Саут Каролина“ (на английски: USS South Carolina (CGN-37)). Предполага се строителството на още 3 кораба от този тип, но в крайна сметка финансовите средства са отделени за проекта „Вирджиния“ – развитието на крайцерите от типа „Калифорния“. Основното им предназначение е ПВО на авионосните ударни съединения.
И двата кораба са отписани от флота през 1999 г.

## История на службата
„Калифорния“ – заложен на 23 януари 1970 г., спуснат на вода на 22 септември 1971 г., влиза в строй на 16 февруари 1974 г.
„Саут Каролина“ – заложен на 1 декември 1970 г., спуснат на вода на 1 юли 1972 г., влиза в строй на 25 януари 1975 г.

## Коментари
1. ↑  Всички данни са към момента на влизане в строй, привеждат се по справочника на Conway.
2. ↑  Буквите показват принадлежността към определен класː ВВ – линкор, СС, CL, СА – съответно линеен, лек или тежък крайцер, CV – самолетоносач, DD – разрушител, SS – подводница и т.н.